# 298

298(이백구십팔)은 297보다 크고 299보다 작은 자연수다.

## 수학
- 합성수로, 그 약수는 1, 2, 149, 298이다. 진약수의 합은 152이므로, 298은 부족수다.
  - 93번째 반소수다. 앞의 반소수는 295, 다음 반소수는 299다.
- {\displaystyle 298=3^{2}+17^{2}=3^{2}+8^{2}+15^{2}}
  - 서로 다른 두 소수(素數)의 제곱합으로 나타낼 수 있는 8번째 반소수다. 이 성질을 지닌 앞의 수는 218, 다음 수는 314다. (OEIS의 수열 A103558)
  - 서로 다른 세 자연수의 제곱합으로 나타낼 수 있는 수다.

## 과학
- NGC 298(영어판): 고래자리 방향에 있는 나선은하.

## 교통
- 일본 298번 국도: 사이타마현 와코시에서 지바현 이치카와시까지 이어지는 일본의 국도.
- 현도 제298호선

## 군사
- U-298(영어판): 제2차 세계 대전에 사용된 나치 독일의 군용 잠수함.

## 문화유산
- 대한민국의 국보 제298호: 갑사삼신불괘불탱
- 대한민국의 보물 제298호: 강진 월남사지 삼층석탑
- 대한민국의 사적 제298호: 남원읍성

## 방송
- 지니 TV에서 호주 공영 방송인 ABC 오스트레일리아의 채널 번호.
- B tv에서 STB 상생방송의 채널 번호.

## 기타
- 연도: 298년, 기원전 298년